# Enterococcaceae
Famille
Synonymes
- Vagococcaceae Chuvochina et al. 2024
- Catellicoccaceae Chuvochina et al. 2024

Les Enterococcaceae sont une famille de cocci à Gram positif de l'ordre des Lactobacillales.
Enterococcus, le genre type, est formé de bactéries lactiques jouant un rôle important dans l'environnement, les aliments fermentés (fromages, saucissons) et la microbiologie clinique. Ce sont des bactéries ubiquitaires dont l'habitat préféré est le tractus gastro-intestinal des animaux.

## Liste de genres
Selon la LPSN (1er avril 2025) cette famille comporte les genres suivants :
- Bavariicoccus Schmidt et al. 2009
- Catellicoccus Lawson et al. 2006
- Enterococcus (ex Thiercelin & Jouhaud 1903) Schleifer & Kilpper-Bälz 1984
- Melissococcus corrig. Bailey & Collins 1983
- Pilibacter Higashiguchi et al. 2006
- Tetragenococcus Collins et al. 1993
- Vagococcus Collins et al. 1990

## Caractères bactériologiques
Les Enterococcaceae sont des coques ovoïdes, à Gram positif.
- coccus
- Gram positif
- anaérobie strict ou facultatif, micro-aérophile
- à croissance chimio-organotrophe (en puisant leur énergie de l’oxydation de composés organiques)
- Catalase négatif (absence de l'enzyme catalase capable de décomposer l'eau oxygénée)